# شریفو نهامانجو
مانوئل شریفو نهامانجو (به انگلیسی: Manuel Serifo Nhamadjo) (زاده ۲۵ مارس ۱۹۵۸ – درگذشته ۱۷ مارس ۲۰۲۰) رئیس‌جمهور موقت گینه بیسائو در دولت انتقالی، سیاست‌مدار و رئیس سابق مجلس ملی خلق این کشور بود. او در دور نخست انتخابات ریاست‌جمهوری ۲۰۱۲ گینه بیسائو، سوم شد و پس از کودتای نظامی در آوریل ۲۰۱۲، که مانع از برگزاری دوره دوم انتخابات ریاست‌جمهوری شد به عنوان رئیس‌جمهور دولت انتقالی تعیین شد.
کارلوس گومس جونیور نخست‌وزیر سابق گینه بیسائو در دور نخست انتخابات ریاست‌جمهوری این کشور، نفر اول بود.
از زمان استقلال گینه بیسائو، هیچ رهبری در این کشور دوره کامل خود در مسندش را به پایان نرسانده است.

## کودتای نظامی آوریل ۲۰۱۲
کودتای نظامی ۲۵ فروردین ۱۳۹۱ گینه بیسائو پس از آن اتفاق افتاد که انتخابات ریاست‌جمهوری زودهنگام به سبب فوت ˈمالام باکای سانهاˈ رئیس‌جمهوری ۶۴ ساله گینه بیسائو، در ۲۸ اسفند ۱۳۹۰ برگزار شد.
درگذشت وی در ۱۹ دی ۱۳۹۰ پس از آن رخ داد که ششمِ همان ماه این کشور شاهد یک کودتای نظامی بود.
گرچه این کودتا نافرجام ماند اما پس از برگزاری انتخابات سال ۱۳۹۰ ریاست‌جمهوری و اعتراض‌های دوم فروردین ۱۳۹۱ پنج نامزد شکست خورده نسبت به بروز تقلب گسترده، بار دیگر کودتایی نظامی شکل گرفت که این بار توانستند دولت را برکنار کنند.
پس از کودتای نظامی در آوریل ۲۰۱۲، رهبران کودتا، «دولت متحد ملی» تشکیل دادند.
این کودتا باعث سقوط دولت «کالوس گومز جونیور» شد.
گینه بیسائو یکی از فقیرترین کشورهای دنیا، از زمان استقلال از پرتغال در سال ۱۹۸۴ میلادی تاکنون، کودتاها و قیام‌های بسیاری را شاهد بوده‌است.